# Crella aceratospiculum
Crella aceratospiculum är en svampdjursart som först beskrevs av Carter 1880.  Crella aceratospiculum ingår i släktet Crella och familjen Crellidae. Inga underarter finns listade i Catalogue of Life.